# Omar Johnson
Omar Johnson (Jamaica, 25 de noviembre de 1988) es un atleta jamaicano, especialista en la prueba de 4x400 m, con la que llegó a ser subcampeón mundial en 2013.

## Carrera deportiva
En el Mundial de Moscú 2013 gana la medalla de plata en los relevos 4x400 metros, tras Estados Unidos y por delante de Rusia.